# Avro 504
Самолёты Авро Серии 504 (англ. Avro 504 Series) — британский двухместный базовый учебно-тренировочный самолёт.
Первый Авро 504 поднялся в воздух в Брукленде в июле 1913 года. Фирма А. В. Ро (A.V. Roe) построила 3696 самолётов, а остальные поступили от других подрядчиков, включая «Браш Электрикал» (Brush Electrical), «Парнал» (Parnall), «Саундерс» (Saunders), «Блерио и Спад» (Bleriot & Spad). Самолёты продолжали успешно эксплуатироваться до 1930-х годов.

## История создания
В  апреле 1913 году конструктор-любитель Эллиот Вердон Ро (Alliot Verdon Roe - Avro), основатель фирмы Авро *(Avro), на основе модели 500, начал разработку нового самолета, предназначавшегося в первую очередь для гражданского использования — обучению пилотов мастерству и воздушных путешествий.
В сентябре 1913 года самолет принял участие в авиационном параде-состязании в Хендоне, где показал среднюю скорость 107 км/ч, финишировав на четвертом месте. Несмотря на то, что с самолет создавался для тренировочных и для спортивных целей на него обратило внимание военное ведомство, которое в июле заключило контракт  с фирмой Авро на поставку 12 самолетов для Королевской воздушной команды (Royal Flying Command) и 4 самолета для Адмиралтейства.

## Авро-504 в России
Во время Гражданской войны этот аэроплан находился на вооружении английских интервентов в составе "Славяно-британского авиакорпуса" и использовался для разведки и бомбардировки. Осенью 1919 года один самолет был подбит в районе Петрозаводска и совершил вынужденную посадку, на территории контролируемой Красной Армией.
Из прифронтовой полосы в Москву самолет вывозил механик 1-го авиаремонтного поезда красноармеец С.В. Ильюшин, впоследствии выдающийся авиаконструктор.
Сбитый самолет был доставлен в Москву на завод "Дукс" где его досконально изучили и решили скопировать. Группа молодых конструкторов под руководством Н. Поликарпова сняла чертежи со всех деталей и агрегатов. Но из-за организационно-технических сложностей, вызванных разрухой и Гражданской войной, серийное производство удалось организовать только через четыре года.
Серийное производство продолжалось более шести лет. Самолёт выпускался на ленинградском авиазаводе "Красный лётчик". С 1923 по 1931 год было изготовлено 732 "Авро-504" под обозначением У-1 (Учебный-первый). Также, на базе этого самолёта, было изготовлено несколько десятков гидропланов, получивших обозначение Му-1 (Морской учебный). До 1936 года  эти самолёты использовались во всех аэроклубах и летных школах Советского Союза.

## Конструкция

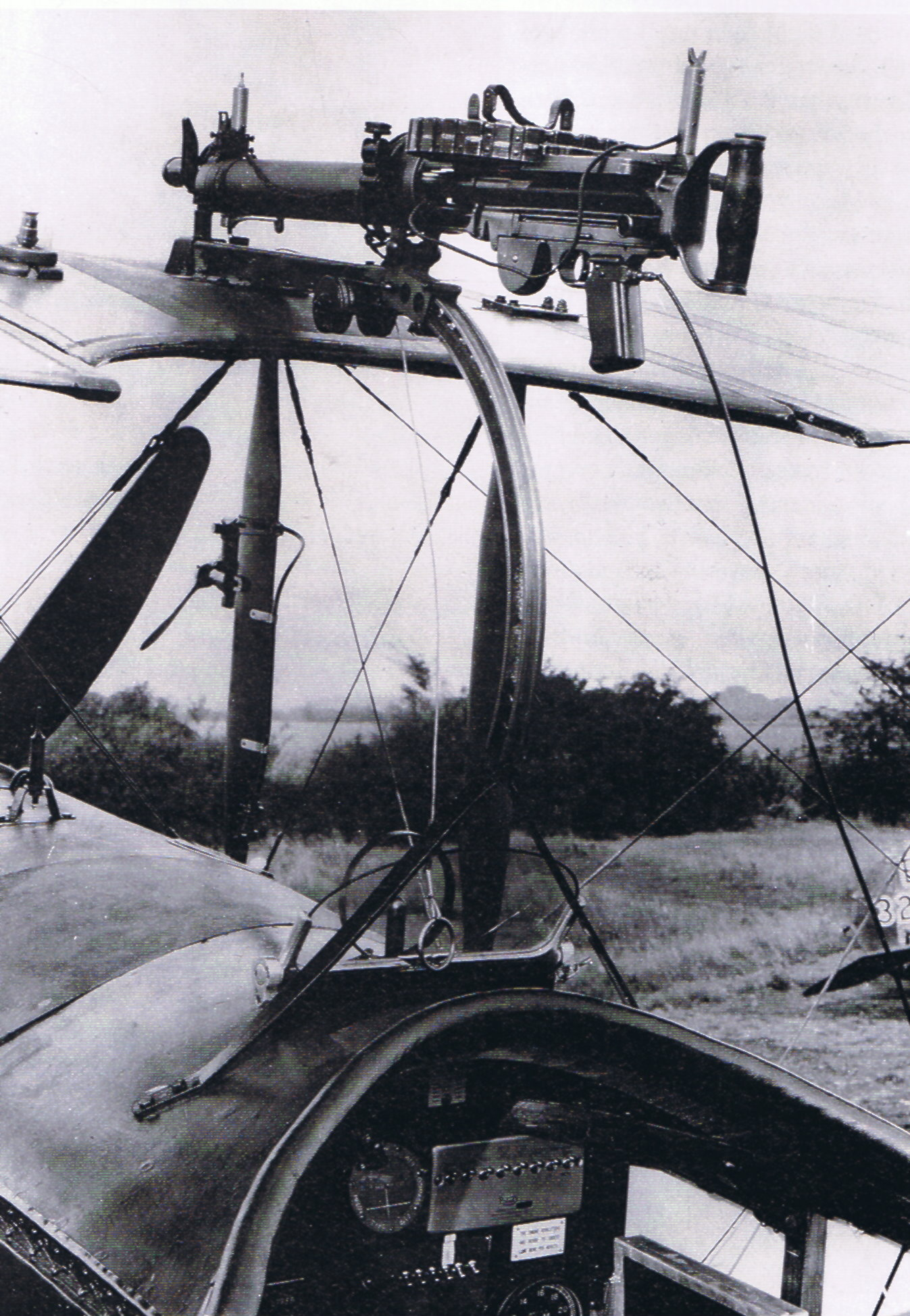
Пулемёт Льюиса, установленный при помощи крепления Фостера на Avro 504K в версии ночного истребителя

Самолёт Авро-504 - двухместный, двухстоечный биплан деревянно-полотняной конструкции с длинным фюзеляжем.
Фюзеляж - прямоугольного сечения. Каркас фюзеляжа изготовлен из деревянных (сосна), фрезерованных брусков с растяжками из стальной проволоки и ленты. Обшивка фюзеляжа - полотно, пропитанное авиационным лаком. Пилот располагался в задней кабине.
Крылья - трехлонжеронные, прямоугольные в плане с закругленными концами. Верхнее крыло имело вынос вперед относительно нижнего. Каркас крыла: продольный силовой набор - лонжероны, поперечный - нервюры. Материал лонжеронов - сосна. Профиль лонжерона двутавровый фрезерованный брусок. Полотняная обшивка крепилась к каркасу крыла, прошивалась и покрывалась лаком. Стойки бипланной коробки деревянные, конусные. Растяжки между крыльями бипланной коробки - стальные тросы и ленты. На верхних и нижних крыльях были установлены элероны.
Хвостовое оперение - бескилевое с рулем направления небольшого размера, стабилизатор с рулем высоты прямоугольный в плане. Стабилизатор дополнительно крепился к фюзеляжу стальными подкосами.
Шасси - двухстоечное с задним противокапотажным ясеневым костылём. Шасси обладало резиновой амортизацией.
Управление самолётом - тросовое из кабины с помощью ручки и педалей. В учебном варианте  органами управления комплектовались обе кабины.
Силовая установка - на различных модификациях устанавливались семи- и девятицилиндровые двигатели воздушного охлаждения, ротативные и звездообразные. На самолёте впервые было применено удачное техническое решение, при котором двигатель самоохлаждался, вращаясь вместе с винтом (ротативный двигатель), что позволило отказаться от массивной системы водяного охлаждения.
Двигатели Гном-Рон, Клерже (en:Clerget 9B). Воздушный винт деревянный, двухлопастный.
Вооружение - пулемёт "Льюис" устанавливался в задней кабине на шкворневой установке.  Задняя кабина закрывалась, а на центроплан верхнего крыла монтировался пулемёт. Под крыльями подвешивались бомбы общим весом до 37 кг. Вооружение устанавливалось только на самолёты в модификации "истребитель".
В варианте гидросамолёт Авро-504 выпускался на поплавках. Каркас поплавков представлял собой ясеневые брусья, на которые крепились в два слоя тонкие 4-х мм ясеневые доски. Между досками прокладывалось полотно, пропитанное лаком. Стойки поплавков - стальные трубы, закрытые деревянными обтекателями. Вся конструкция была соединена медными заклепками и латунными шурупами.

## Модификации

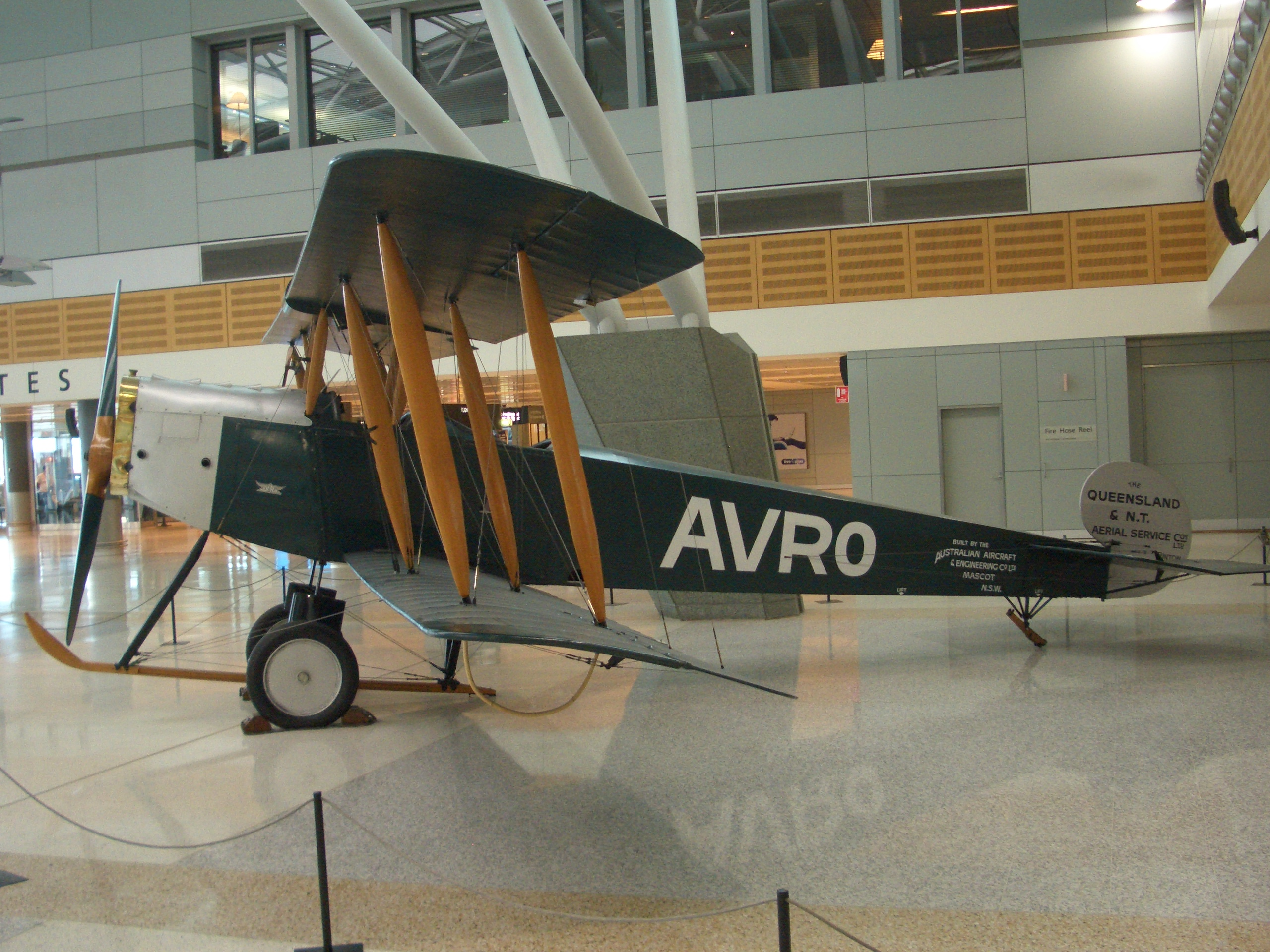
Qantas Реплика Avro 504K с двигателем Sunbeam у терминала Qantas сиднейского аэропорта

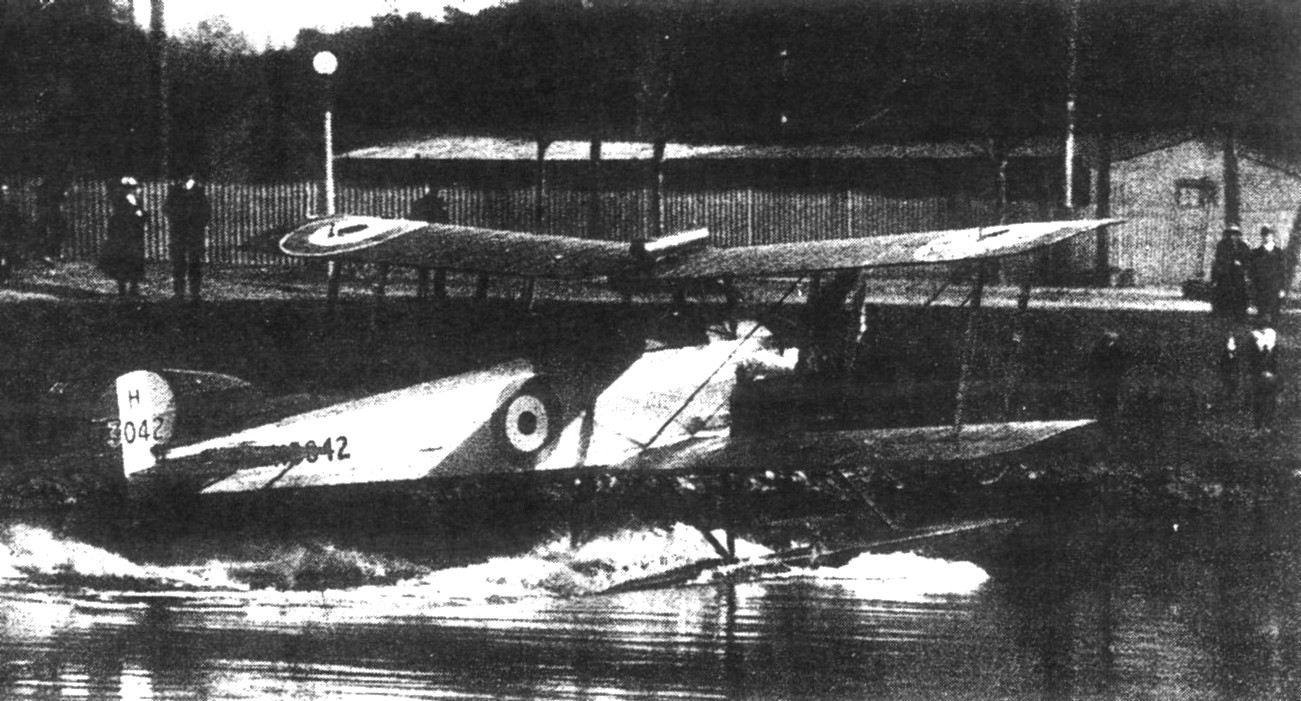
Avro 504L, пилотируемый Ипполитом де ла Рю, совершает первую посадку на реку Ярра, Австралия, 26 июня 1920 года.

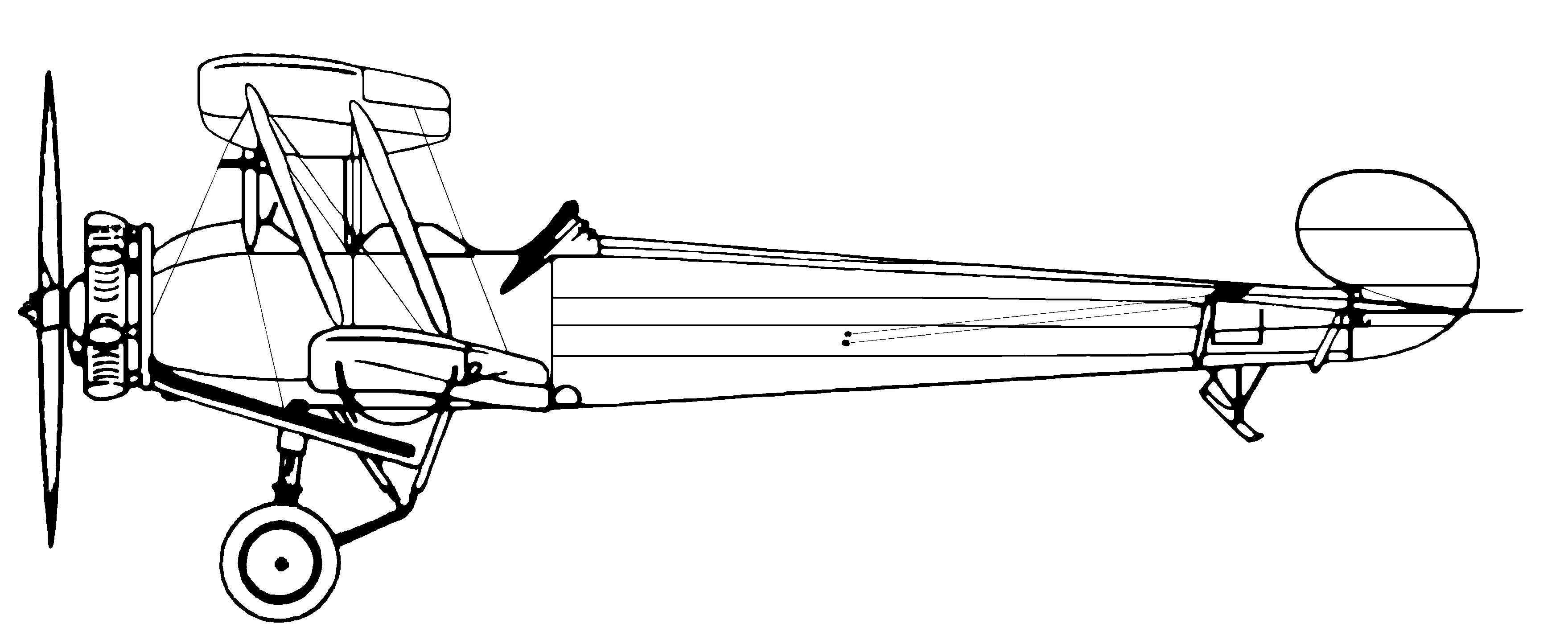
Avro 504N

В процессе длительного производства биплан Авро-504 неоднократно дорабатывался и совершенствовался, в результате чего была создана серия различных модификаций:
- Авро-504 — базовый вариант с ротативным двигателем "Гном Lambda" мощностью 80 л.с. Было изготовлено 63 самолёта. Использовался в качестве учебно-тренировочного самолёта[5].
- Авро-504А — была доработана конструкция планера, уменьшены элероны и усилены стойки бипланной коробки. Было выпущено 50 самолётов.
- Авро-504В — серийный учебный самолёт, на котором увеличен киль, усилен и модифицирован задний костыль.
- Авро-504С — выпускался по заказу морской авиации, одноместный  вариант для борьбы с немецкими дирижаблями и для патрулирования побережья. Пилот размещался в задней кабине, а наблюдатель в передней. На самолёте монтировался дополнительный бензобак и устанавливался пулемет "Льюис".[5]
- Авро-504D — выпускался по заказу ВВС
- Авро-504E — противоаэростатный самолёт Королевского лётного корпуса. Построено 6
- Авро-504F — двигатель Rolls-Royce Hawk (75 л.с. / 56 кВт). Построен 1.
- Авро-504G — двухместный вариант модели 504B для флота, предназначался для обучения стрельбе и бомбометанию, на верхних лонжеронах имелись крепления для "кольца Скарфа" (кроме последних 10 машин). Двигатель Гном (80 л.с.). 50 произведено и поставлено между июнем 1917 и январём 1918 года, из них 30 построено заводом  Avro и 20 на "The Regent Carriage Company".
- Авро-504Н — модификация Авро-504С для испытаний взлета с катапульты, двигатель Гном (80 л.с. / 60 кВт).
- Авро-504J — выпускался серийно с 1917 года. Учебный самолёт для летных школ, обе кабины были оборудованы системой управления. На самолёте устанавливались двигатели "Гном-Моносупап" мощностью 100 л.с.  Было построено 2267 самолётов.[5]
- Авро-504К — массовая серия с универсальной моторамой, самолёт был адаптирован под установку различных типов двигателей, которые высвободились от военных заказов после окончания войны.  Устанавливались двигатели "Гном-Моносупап" мощностью 100 л.с., "Рон" мощностью 110 л.с. и 120 л.с., "Клерже" мощностью 130 л.с. Выпускался как учебный, легкий бомбардировщик, истребитель и разведчик.[5]
- Авро-504L — гидросамолёт, поплавковый вариант Авро-504К. Трехместный самолёт, оснащенный ротационным двигателем Бентли мощностью 150 л.с. Было изготовлено шесть самолётов, которые использовались для развлекательных прогулок.
- Авро-504М — биплан с кабиной для двоих. К стандартному фюзеляжу добавили крышу из клеенной фанеры и установили иллюминаторы. Использовался для развлекательных прогулок в течение 1919 года.[5]
- Авро-504O — поплавковый вариант Авро-504N. Первый самолёт пролетевший над Полярным кругом во время экспедиции 1923 года.
- Авро-504P — модификация 504N с сиденьями, расположенными по бокам кабины; не строился[6].
- Авро-504Q —  самолёт с закрытой трёхместной кабиной был построен в одном экземпляре для арктической экспедиции Оксфордского университета.
- Авро-504R Gosport— облегчён силовой набор; в 1926-27 гг испытывались 5 прототипов с различными двигателями (Gnome Monosoupape, 100 л.с./75 кВт ; Avro Alpha, 100 л.с./75 кВт; Armstrong Siddeley Genet Major, (140 л.с./104 кВт; и Armstrong Siddeley Mongoose, (150 л.с./110 кВт)), для серийного производства выбран двигатель Mongoose. 10 проданы в Аргентину Argentina, и ещё 100 (по другим данным 34) построены там по лицензии на заводе FMA. 12 проданы в Эстонию, где служили до 1940 года, и некоторое количество в Перу.[7]
- Авро - 504Е — на самолёте было внедрено множество изменений для улучшения летных данных самолёта, был уменьшен вынос крыла. Изготавливался по заказу ВМФ Великобритании. Было построено 10 экземпляров.[5]
- Авро-504N — модификация планера Авро-504 с новым шасси и двигателем "Армстронг Сидели Линкс IV мощностью 180 л.с. серийно изготавливался с 1925 по 1932 гг. Эксплуатировался как учебный, самолёт связи, а также в эскадрильях вспомогательных военно-воздушных сил.[5]
- Авро-504S — Лицензионный выпуск компанией Nakajima.
- Авро-540 — японская модификация 504K для обучения наблюдателей.
- Авро-582 — версия 504N с новыми крыльями (профиль RAF 30), изменёнными элеронами и подкосами, упрощённым шасси. В 1928 году переделан обратно в 504N, использовался как лаборатория для опытов с двигателем Bristol Titan.
- Авро-585 — 504R с шасси от 504N и двигателем Avro Alpha (90 л.с. / 67 кВт).
- Авро-598 Warregull — двухместный учебный самолёт для Австралии на базе 504N, не строился.
- Авро-599 Warregull II — доработанный проект типа 598, не строился.
- Yokosuka K2Y1 — японская модификация Авро-504N ("Самолёт начальной подготовки морской Тип 3"), с лицензионным двигателем Armstrong Siddeley Mongoose (130 л.с. /97 кВь), выпускавшимся Mitsubishi, построено 104.
- Yokosuka K2Y2 — улучшенный вариант предыдущего, двигатель Gasuden Jimpu 2 (160 л.с. / 118 кВт), всего построено 360 K2Y1 и K2Y2.[8].
- У-1 (Учебный-1), Аврушка — советская копия 504K. Построено более 700.[9]
- МУ-1 (Морской Учебный-1) — поплавковая версия предыдущего
- Orlogsværftet Flyvemaskineværksted LB.I — датский лицензионный выпуск на предприятиях Королевской верфи (Orlogsværftet)[10]

## Боевое применение
К началу Первой Мировой войны британская военная авиация оказалась не готовой к войне и испытывала острую нехватку самолетов. Появление Авро 504 в зоне боевых действий была вынужденной мерой. Самолет применялся в качестве разведчика, бомбардировщика, корректировщика артиллерийского огня и даже истребителя. Самолет не слишком удачно проявлял себя в боевых условиях, поскольку изначально проектировался для тренировочных и учебных целей.
21 ноября 1914 года три (в плане было четыре самолёта, но один самолёт, из-за неполадок, остался на базе) лёгких разведчика ВВС Великобритании (RAF) Avro 504 приняли участие в известном налёте на ангары дирижаблей Цеппелин в Фридрихсхафене, был потерян один самолёт. В Англии считают этот налёт первым применением стратегической авиации.
В годы после первой мировой войны, пока Avro 504 продолжали свою службу в лётных школах RAF, большое число избыточных 504-х было доступно для покупки как в роли военной, так и в роли гражданской. Одно время более 300 Avro 504K находилось в реестре гражданской авиации Британии. Они использовались для тренировки, частных полетов, также рекламы, гражданские 504-е продолжали летать и гораздо позднее 1930-х годов в Англии.
Одно время этот самолёт[уточнить] служил в ВВС молодой советской республики как самолёт первоначального обучения. Называли его «Аврушка», а обозначали как У-1. Двигатель на него обычно ставили ротативный — Gnome Monosoupape российской постройки. В поздних 1920-х этот самолёт был заменён У-2 (он же знаменитый По-2).
Хотя 504-е были куплены Китаем как тренировочные самолёты, они принимали участие в битвах с местными военными правителями, действуя как бомбардировщики, с пилотами которые сбрасывали ручные гранаты и модифицированные минометные снаряды.
Улучшенная, переделанная версия 504-х с радиальным двигателем и новым шасси производилась Avro c 1925 по 1932 годы. После оценки двух прототипов с двигателями Bristol Lucifer и Armstrong Siddeley Lynx, машина с двигателем Lynx была выбрана школой пилотов RAF как замена 504K. 592 самолёта новой серии были построены с 1925 по 1932 годы, обслуживая пять полётных школ RAF и также служа связным самолётом.
504N также экспортировали вооруженным силам Бельгии, Бразилии, Чили, Германии, Греции, Таиланда и Южной Африки, причем лицензионные версии строились в Аргентине, Германии, Бельгии, Канаде и Японии.

## Тактико-технические характеристики (Avro 504K)
Источник данных: The Encyclopedia of World Aircraft, Jane's Fighting Aircraft of World War I

Технические характеристики
- Экипаж: 2
- Длина: 8,97 м
- Размах крыла: 10,97 м
- Высота: 3,17 м
- Площадь крыла: 30,66 м² (обоих крыльев)
- Масса пустого: 558 кг
- Максимальная взлётная масса: 830 кг
- Масса топлива во внутренних баках: 116 л. топлива и 27 л. касторового масла
- Силовая установка: 1 × ротативный воздушного охлаждения Ле Рон
- Мощность двигателей: 1 × 110 л. с. (1 × 82 кВт)
- Воздушный винт: двухлопастной деревянный Avro фиксированного шага
- Диаметр винта: 2,74 м

Лётные характеристики
- Максимальная скорость: 145 км/ч

Схема Avro 504K

  - на высоте: 140 км/ч на 2438 м, 137 км/ч на 3048 м
- Крейсерская скорость: 126 км/ч на 75% мощности на 2438 м (8000 фт), 114 км/ч на 3048 м (10000 фт)
- Скорость сваливания: 64 км/ч
- Практическая дальность: 402 км
- Продолжительность полёта:
  - 2 часа на уровне моря на максимальной скорости
  - 2 часа 8 минут на 8000 фт (2438 м) на максимальной скорости
  - 3 часа на 10,000 фт (3048 м) на максимальной скорости
  - 3 часа 42 минуты на 8000 фт (2438 м) на крейсерской скорости
  - 4 часа 15 минут на 10000 фт (3048 м) на крейсерской скорости
- Практический потолок: 4 875 м
- Скороподъёмность: 3,6 м/с
- Время набора высоты:
  - 3500 фт (1067 м) за 5 мин
  - 8000 фт (2438 м) за 10 мин
  - 10000 фт (3048 м) за 16 мин
- Нагрузка на крыло: 18,2 кг/м² (по другим данным 27,0)
- Тяговооружённость: 99 Вт/кг

Вооружение
- Стрелково-пушечное: 1 x 7,7 мм пулемёт Льюис над верхним крылом (одноместные ночные истребители)

## Эксплуатанты
Великобритания
- Королевский лётный корпус
- Королевские ВВС
- Royal Naval Air Service, предшественник Fleet Air Arm

 Канада
- Королевские ВВС Канады:

 Австралия
- Австралийский лётный корпус: учебные эскадрильи №№ 5-8 в Британии, Центральная лётная школа в Пойнт-Кук (Виктория).
- ВВС Австралии: Центральная лётная школа в Пойнт-Кук (Виктория)[13].
- Western Australian Airways
- Qantas (Queensland And Northern Territory Aerial Service)

 Новая Зеландия
- Постоянные ВВС Новой Зеландии

 Британская Индия
 Малайский Союз
 Южно-Африканский Союз
- ВВС ЮАС:

 Аргентина
- Авиационная служба армии Аргентины: 10 самолётов куплены напрямую у компании Avro, ещё 34 (по другим данным 100) были выпущены по лицензии на заводах FMA в 1928-1937 гг. Служили до 1938 года.[14][15][16]

 Бельгия
- Воздушные силы бельгийской армии: в 1920-22 гг закуплены 50 504K британского производства и ещё 27 произведены по лицензии компанией SABCA[17], позже заменены на 504N, из которых 17 построены на Avro в 1929–31 гг[18], а 31 лицензионные.[19]

 Боливия
- ВВС Боливии: 11 Avro 504R Gosport

 Бразилия
- Авиация ВМС Бразилии: В 1920 году приобретены 17 Avro 504 K: 5 с двигателем Gnome, а остальные с более мощным Le Rhone. В 1928 году закуплены ещё 6 Avro 504 N/O, с колёсными и поплавковыми шасси. 2 самолёта 504 N/O участвовали в боях Конституционалистской революции 1932 года. Avro 504 K эксплуатировались в период с 1920 по 1930 год; Avro 504 O / N — с 1928 по 1934 год.
- ВВС Бразилии (?)

 Гватемала
- ВВС Гватемалы:

 Греция
- авиация ВМС Греции: 6 самолётов были заказаны в 1925 году. Позже они присоединились к объединенным ВВС, где служили до Второй мировой войны.
- Королевские ВВС Греции:

 Дания
- ВВС Дании:
- авиация Королевских ВМС Дании

 Иран
- Шахские ВВС Ирана:

 Ирландия

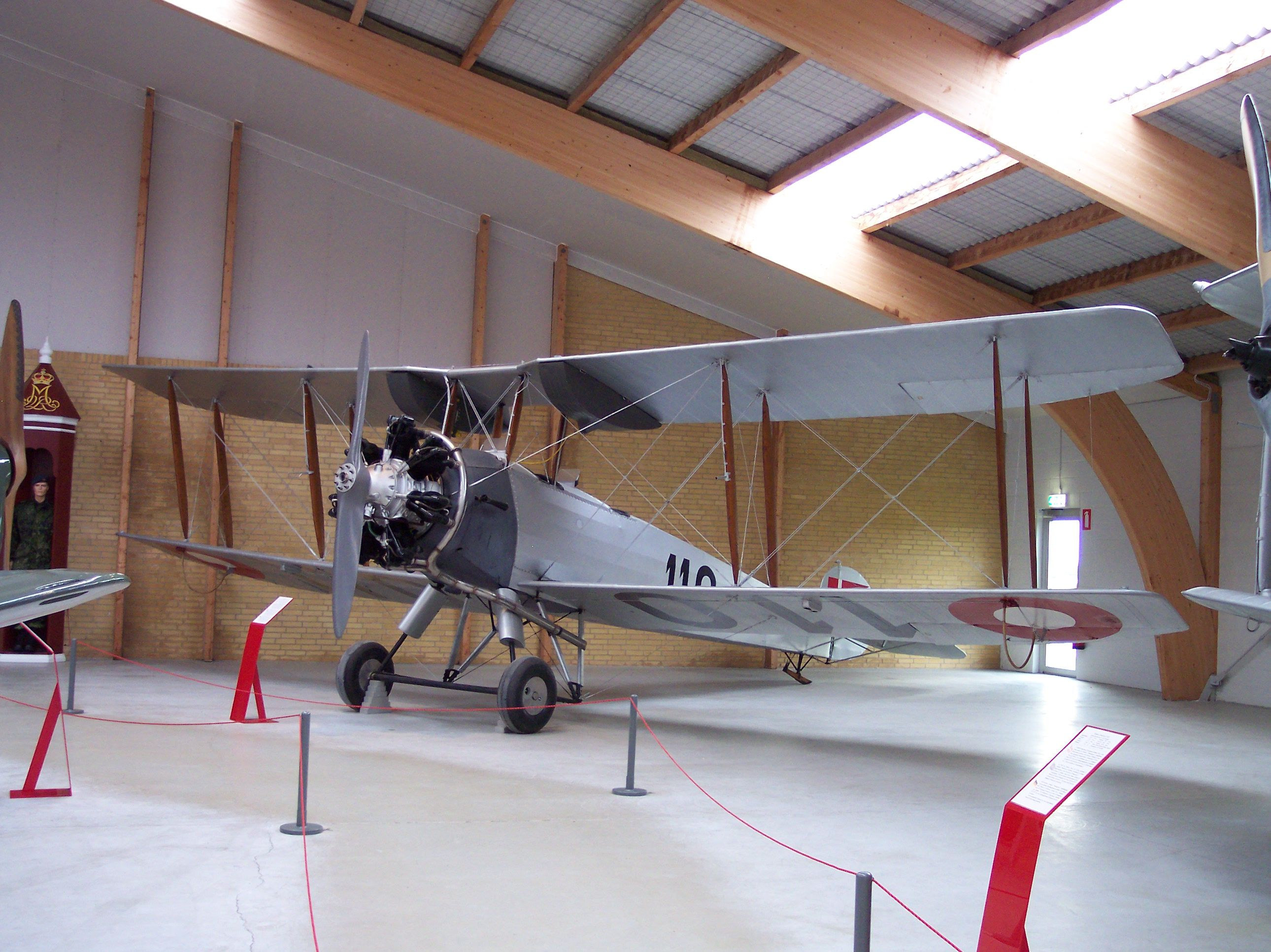
Датский Avro 504N

- Авиационная служба Национальной армии Ирландии
- Воздушный корпус Ирландии

 Королевство Испания
- авиация ВМС Испании

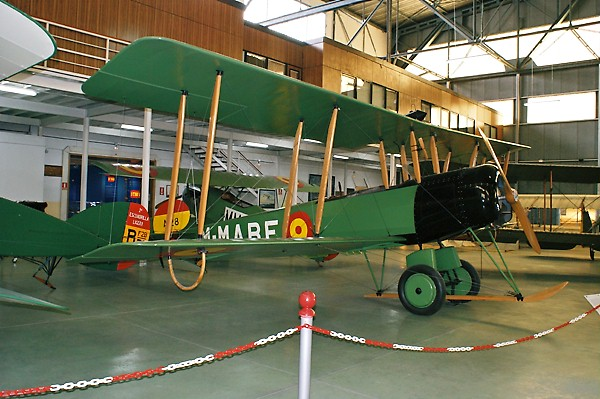
Испанский Avro 504K

 Вторая Испанская Республика
- авиация Республиканского флота

 Китайская Республика
- ВВС Китайской Республики: В 1920 году пекинский филиал компании Vickers продал китайским вооружённым силам несколько Avro 504K.

 нанкинское правительство Ван Цзинвэя
- ВВС коллаборационистской китайской армии: по меньшей мере 1 самолёт использовался как учебный.

 Латвия
- Латвийский авиационный полк
- Айзсарги

 Мексика
- ВВС Мексики: самолёты местного производства (компания TNCA) назывались "Avro Anáhuac"

 Монголия
- Авиационный корпус Монгольской народной армии

 Нидерланды
- Авиационная группа армии Нидерландов
- ВВС Королевской голландской ост-индской армии

 Норвегия
- Воздушные Силы армии Норвегии: В 1922 году Руаль Амундсен подарил государству Avro 504 (№ 107), самолёт после доставки из США был собран 15.06.1922, но уже 30.09.1922 разбился в Хьеллере, оба члена экипажа погибли г. в Кьеллере. Позже были закуплены ещё 3 Avro 504, которые использовались с 1925 по 1928 годы.

 Перу
- ВВС Перу

 Польша
- ВВС Польши: - 1 трофейный Avro 504K (захвачен в 1920 году).[20]

 Португалия
- ВВС Португалии
- авиация ВМС Португалии

 Россия
- Российский императорский военно-воздушный флот

 СССР
- ВВС СССР: оригинальные британские машины и более 700 построенных в СССР самолётов У-1.

 Сиам (ныне Таиланд)
- Королевские ВВС Сиама: не менее 40 Avro 504N.[21](по другим данным более 70 из которых более 50 произведены в Таиланде).
- авиация Королевского флота Сиама[22]

 США

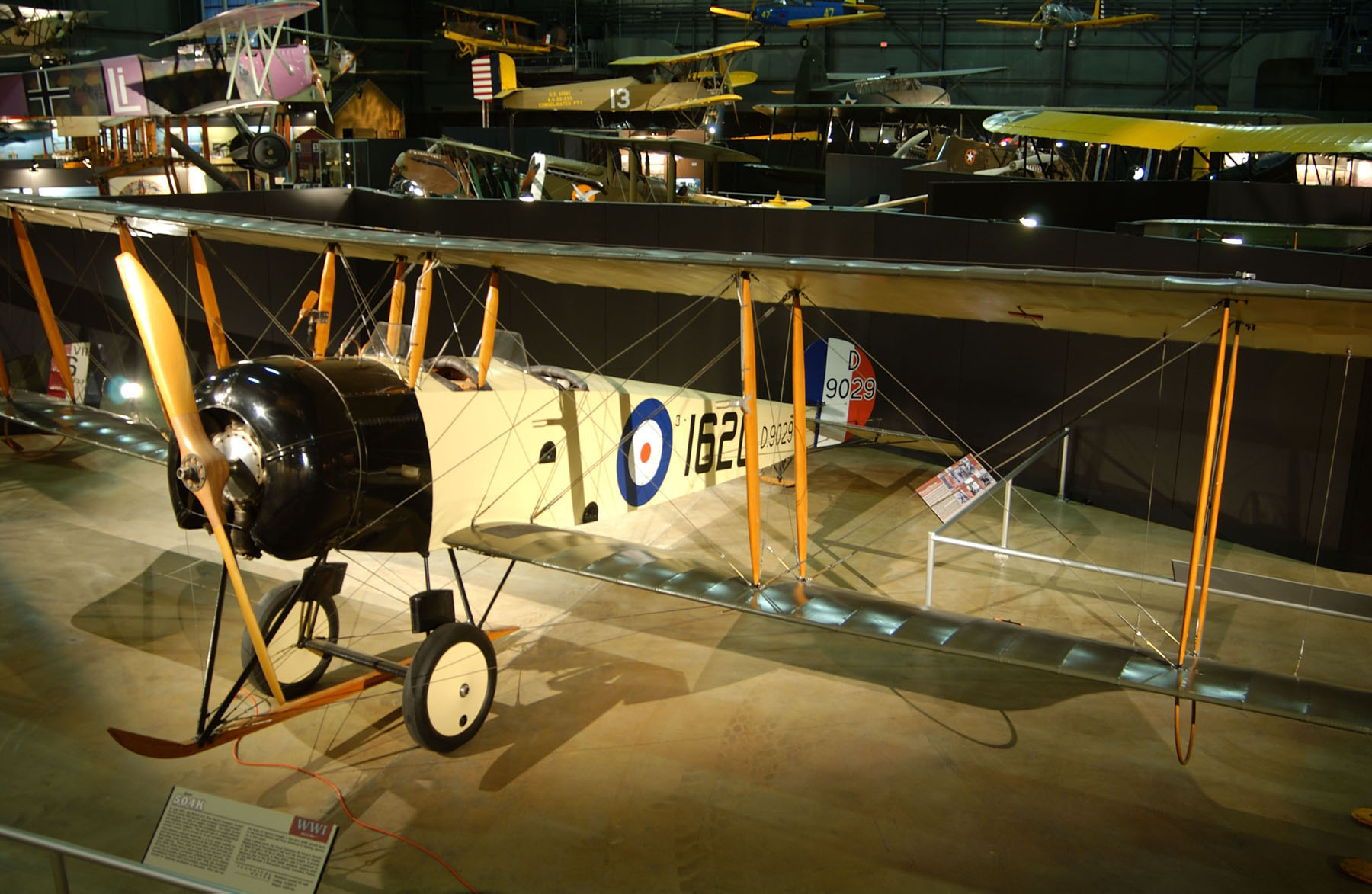
Avro 504K USAF

- Американский экспедиционный корпус

После нескольких демонстраций, проведенных британским военным атташе в Вашингтоне, которому зимой 1917-1918 годов был прислан Avro 504K, американская армия разместила заказ на большое количество британских бипланов. Экспедиционному корпусу были поставлены только 52 Avro 504K, которые использовались на аэродроме в Исудёне как учебные. По окончании войны несколько Avro числились в реестрах гражданской авиации.

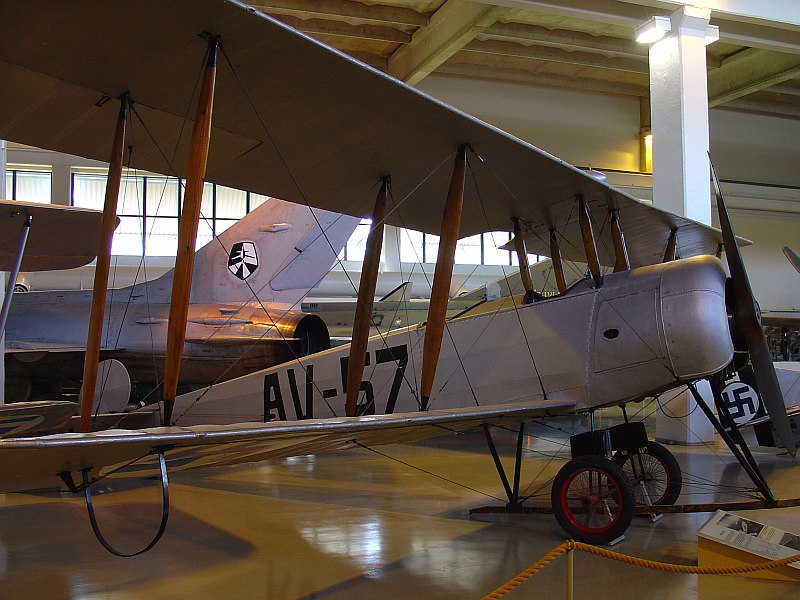
Финский Avro 504K в Музее ВВС Финляндии

- ВВС Армии США:

 Турция
- ВВС Турции: 2 самолёта

 Уругвай
- ВВС Уругвая

 Финляндия
- ВВС Финляндии: приобретен 1 504K, прибыл в Финляндию 22.09.1926, использовался сухопутными войсками, а затем в 1929–1930 годах в ВВС.

 Чили
- ВВС Чили
- авиация ВМС Чили: 6 Avro 504N (именовались Avro 5040).

 Швейцария
- ВВС Швейцарии:

 Швеция
- авиация ВМС Швеции: в 1924 году закуплены 5 самолётов типа 504К, использовавшиеся в лётной школе в Хегернесе; в зимнее время устанавливались на лыжи. С прекращением деятельности авиации ВМС 1 июля 1926 года, они были переданы ВВС (авиашколе в Люнбюхеде).
- ВВС Швеции: Армейская авиация (Flygkompaniet) заказала Avro 504N в декабре 1925 года; доставлен 28 апреля 1926 года. После преобразования 1 июля того же года в военно-воздушные силы, самолет перешёл в эту структуру. Самолёт, находившийся в авиаполку F 3 остался в нём, в F 5 не передавался. 4 апреля 1927 г. поврежден при взлёте и списан. Несколько позже этот тип получил в шведских ВВС обозначение ”Avro”.  В ходе эксплуатации 3 из них были потеряны в результате аварий, а два оставшихся были списаны 29.06.1928. Согласно приказу Т.277, вступавшему в силу с 1.07.1928 г., самолёты типа Avro переименовывались в Sk 3.

 Эстония
- ВВС Эстонии: 12 самолётов, предположительно Gosport.

 Япония
- ВВС Императорского флота Японии: в 1920 году был подписан контракт на поставку и лицензионный выпуск; годом позже из Англии прибыла Миссия Семпилла, привезшая 68 самолетов с колёсным шасси (504K) и 10 с поплавковым (504L). В 1922 году начался выпуск на мощностях арсенала Хироко Hiroko, а в ноябре 1923 года он был официально принят на вооружение как "учебный самолёт тип Авро" Самолёт сухопутной модификации (504L) в основном производился компанией Nakajima, а поплавковый (504S) — Aichi. Он использовался в качестве основной учебной машины Флота до середины 1920-х годов и постепенно был снят с производства, с поступлением "Учебного самолёта Тип 3". После этого многие Авро были проданы и использовались в частных авиашколах.